# Bambolim
Bambolim è una suddivisione dell'India, classificata come census town, di 5.319 abitanti, situata nel distretto di Goa Nord, nello territorio federato di Goa. In base al numero di abitanti la città rientra nella classe V (da 5.000 a 9.999 persone).

## Geografia fisica
La città è situata a 15° 26' 60 N e 73° 50' 60 E al livello del mare.

## Società

### Evoluzione demografica
Al censimento del 2001 la popolazione di Bambolim assommava a 5.319 persone, delle quali 3.413 maschi e 1.906 femmine. I bambini di età inferiore o uguale ai sei anni assommavano a 513, dei quali 234 maschi e 279 femmine. Infine, coloro che erano in grado di saper almeno leggere e scrivere erano 4.355, dei quali 3.021 maschi e 1.334 femmine.